# Kørelys
Kørelys er små lamper, som er monteret ved siden af blinklysene på en bil eller andet køretøj, og som oftest har hvidt eller gult glas. Det kan bruges i dagtimerne i stedet for nærlys. Kørelyset har ikke stærkt lys og må derfor ikke bruges som erstatning for nærlys i mørke eller tåge. I øjeblikket bliver såkaldte LED-kørelys, dvs. lysdiodekørelys, mere almindelige.
I Sverige var Volvo først med kørelys på personbiler. Det kom på Volvo 240, hvor det erstattede nærlyset som dagbelysning. Når nærlyset blev tændt slukkede kørelyset automatisk. Kørelyset lyste kun når tændingen var tilsluttet.